# Russische Botschaft (Braunschweig)

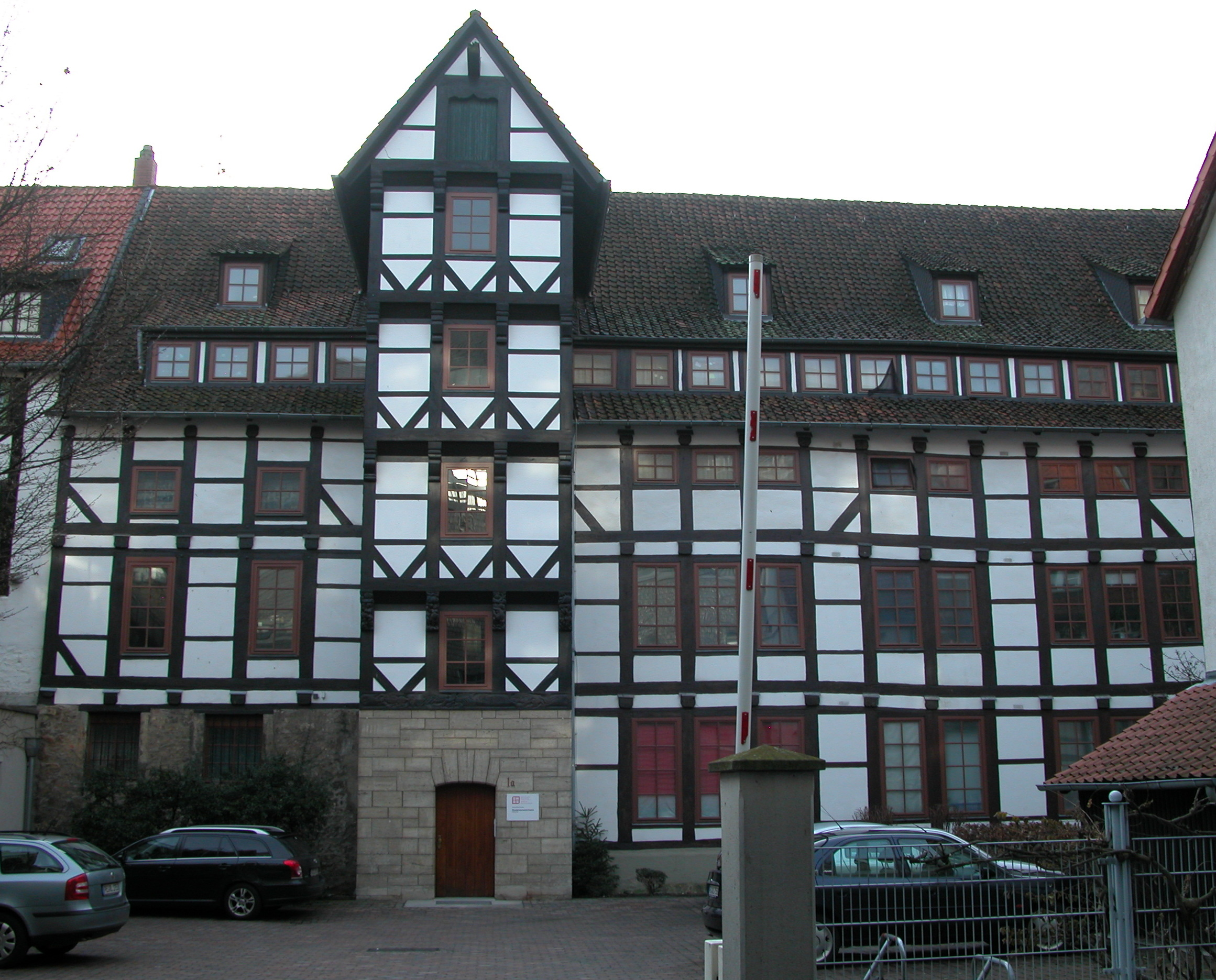
Nordseite der Russischen Botschaft

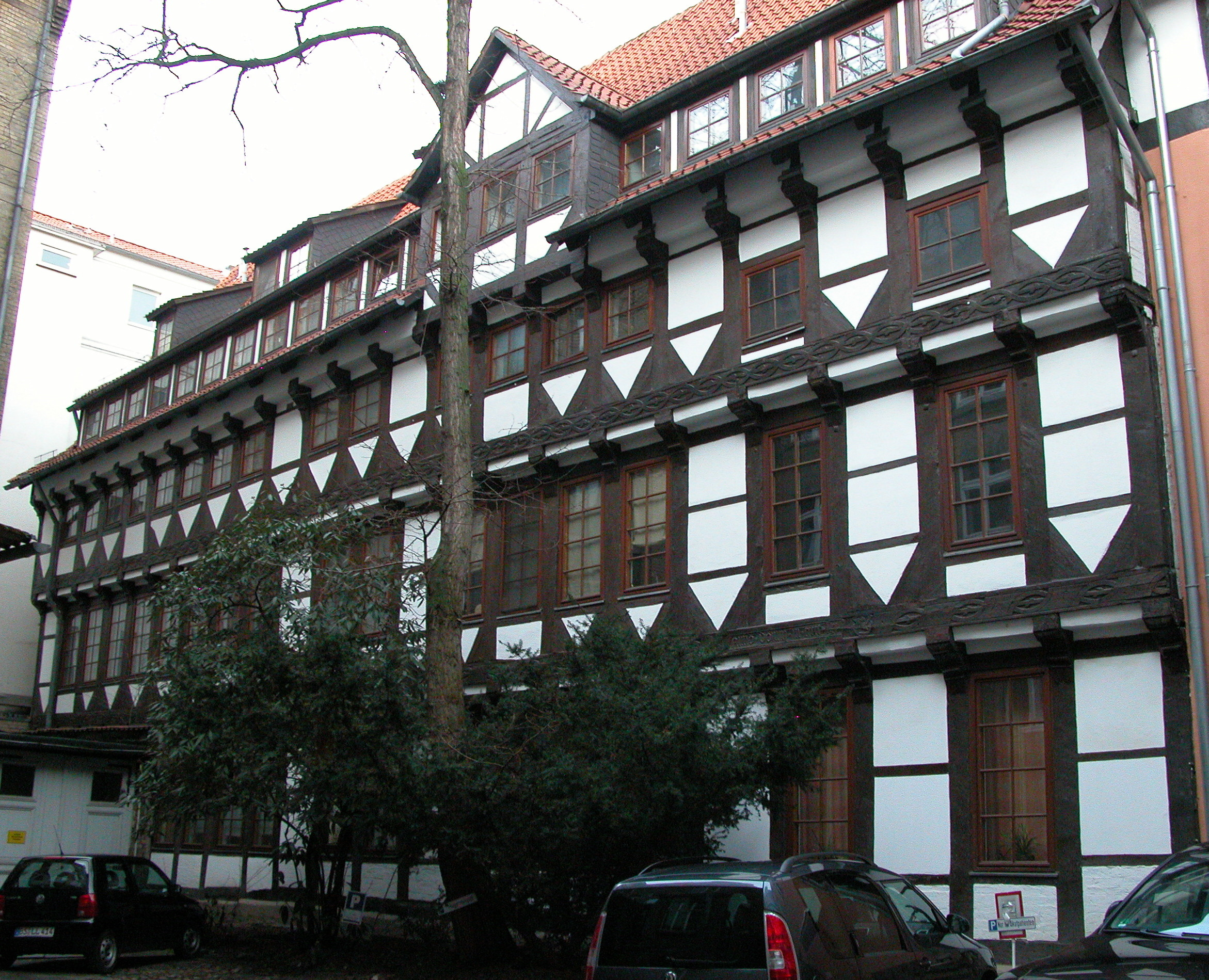
Südseite, vom Innenhof Bankplatz 8 gesehen.

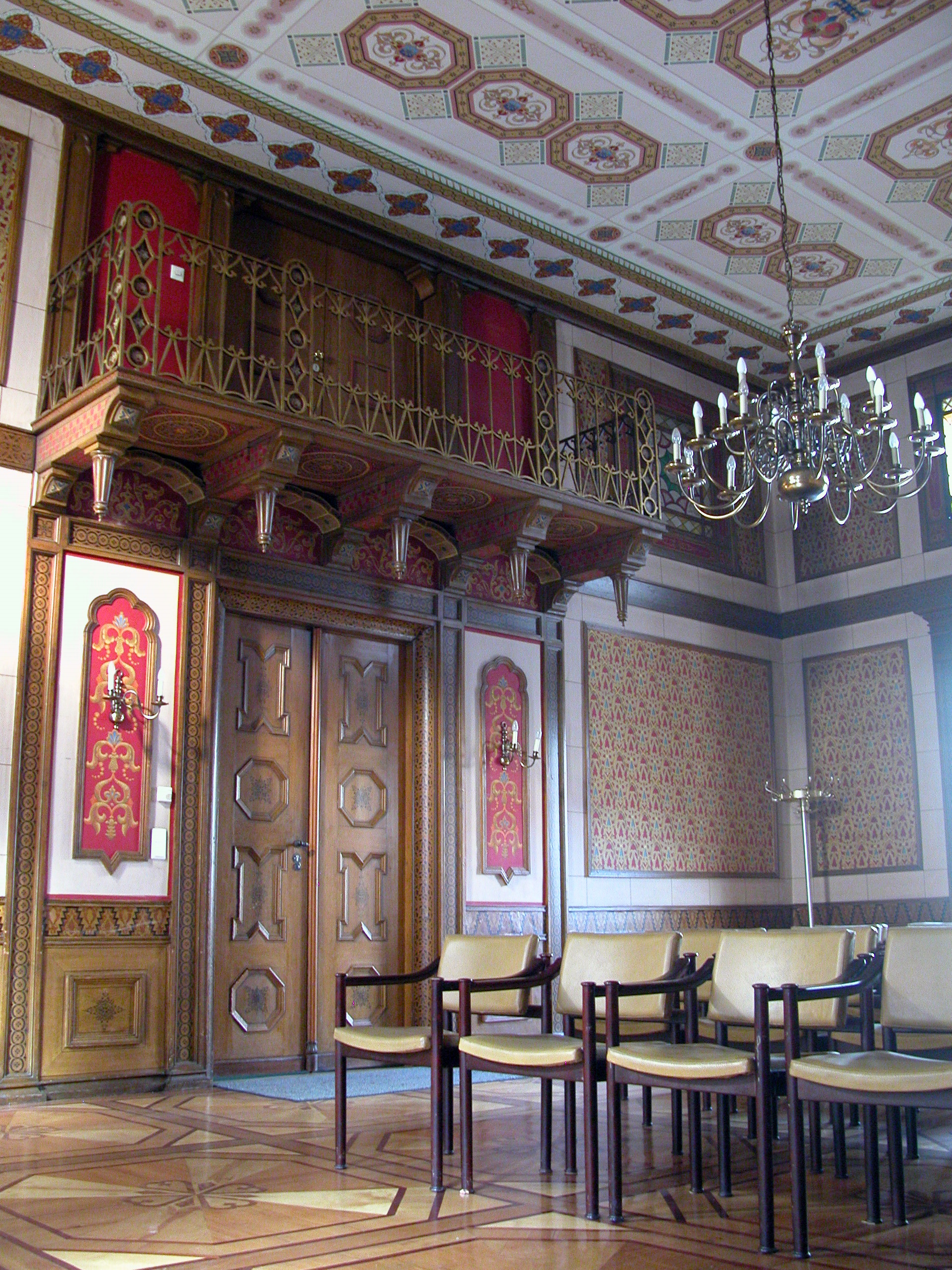
Eingangsbereich in den Saal, mit Empore.

Das im Volksmund Russische Botschaft genannte, unter Denkmalschutz stehende Fachwerkhaus befindet sich in der  Jakobstraße 1a im Braunschweiger Weichbild Altstadt. Es wurde 1561 erbaut und ist das größte von Beschädigungen durch den Zweiten Weltkrieg verschont gebliebene und bis heute erhaltene Holzgebäude der Stadt.

## Geschichte
1561 ließen Jobst Kale († 1584), Bürgermeister der Altstadt, und dessen Ehefrau Anna Wolemann († 1588) zwischen der Jakobstraße und dem heutigen Bankplatz ein dreigeschossiges Fachwerkhaus für sich erbauen. Das Haus diente als Wohn- und Speichergebäude. Die Schauseite und ursprüngliche Eingangsseite des Bauwerkes ist die zum Innenhof des Gebäudes Bankplatz 8 zeigende Südseite. An dieser Fassadenseite befindet sich der in lateinischen Versalien verfasste Leitspruch der Reformation „VERBUM DOMINI MANET IN ETERNAM AMEN“ [sic!] (Des Herrn Wort währet ewiglich, amen) sowie die Datierung und die Wappen des Bauherren und seiner Frau. Die nördliche Hausseite ist schmucklos.
Um 1711 entstand in dem Gebäude ein großer Saal, der zwei Etagen hoch ist, in der ersten Hälfte des 19. Jahrhunderts neu ausgestattet wurde und noch heute besteht. Das Haus wurde von 1866 bis 1970 von Verlag und Druckerei Joh. Heinr. Meyer genutzt. Als die Firma 1902 an der Jakobstraße ein zusätzliches Wohn- und Geschäftshaus errichten ließ, wurde der Eingang des Fachwerkhauses an die Nordseite verlegt.

### „Russische Botschaft“
Der große Saal soll dem Sondergesandten des russischen Zaren Peters des Großen während eines längeren Aufenthaltes in Braunschweig als Residenz gedient haben. Der Sondergesandte befand sich zur Aushandlung eines Ehevertrages in der Stadt, da Charlotte Christine von Braunschweig-Wolfenbüttel, zweite Tochter des Welfen-Herzogs Ludwig Rudolf und Nichte Herzog Anton Ulrichs mit Zarewitsch Alexej Petrowitsch vermählt werden sollte. Nach erfolgreichem Abschluss der Verhandlungen fand die Hochzeit in Anwesenheit Zar Peters des Großen am 14. Oktober 1712 in Torgau statt.

### Ehemaliges Studentenwohnheim
1970 erwarb das Studentenwerk Braunschweig die Gebäude, ließ das Haus an der Jakobstraße abreißen und das Fachwerkhaus nach Entwürfen des Braunschweiger Architekten Justus Herrenberger zu einem Wohnheim für studentische Ehepaare umbauen. 19 Wohnungen entstanden und der große Saal wurde restauriert. Über einen gleichzeitig an die Nordseite des Hauses angebauten, feuerbeständigen Treppenturm können auch die Wohnungen in den beiden Dachgeschossen erreicht werden. Der massive Turm ist teilweise mit Fachwerk verkleidet. Der Schwellbalken des 1. Turm-Obergeschosses zeigt von links nach rechts das Niedersachsenross, den Bundesadler, die Jahreszahl 1972 und den Braunschweiger Löwen als Hinweis auf die Geldgeber dieses Wohnheimbaus. Die Knaggen oberhalb dieses Geschosses sind mit geschnitzten Eichenholz-Figuren verziert. Der aus einem doppelten Tonnengewölbe bestehende Kellerraum wurde so hergerichtet, dass er den Kindern als Spielplatz bei schlechtem Wetter dienen kann, aber auch als Partykeller verwendbar ist. Das Wohnheim wurde am 23. Februar 1973 eröffnet. 2011 verkaufte das Studentenwerk das Gebäude, das seither nicht mehr als Studentenwohnheim genutzt wird.
Während das Haus Studentenwohnheim war, wurde der Saal gelegentlich für kulturelle Veranstaltungen wie z. B. Konzerte genutzt.

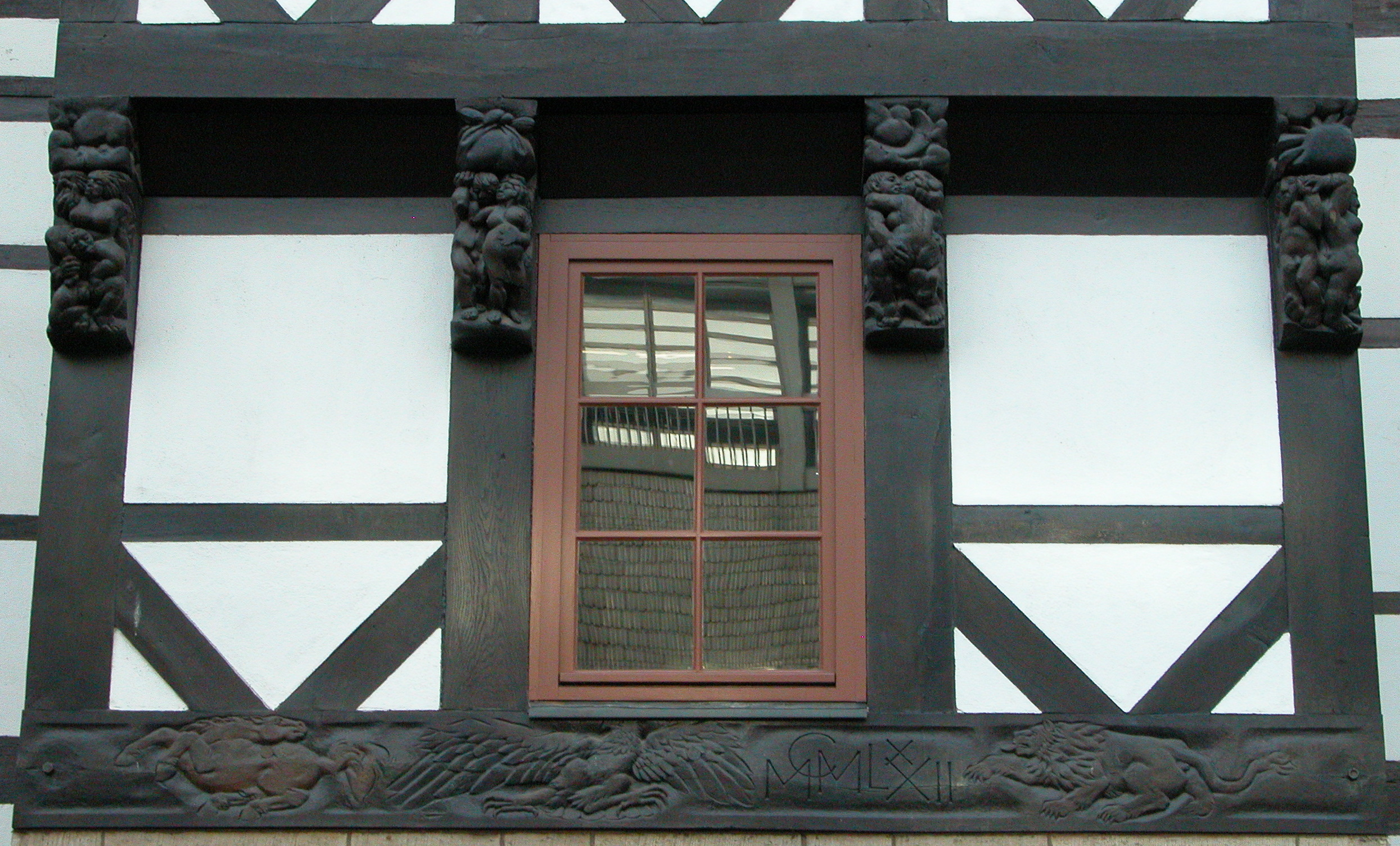
Schnitzereien: Die Knaggen zeigen Liebespaare. Der Schwellbalken unten zeigt v. l. n. r.: das Sachsenross, den Bundesadler, die Jahreszahl 1972 und den Braunschweiger Löwen.
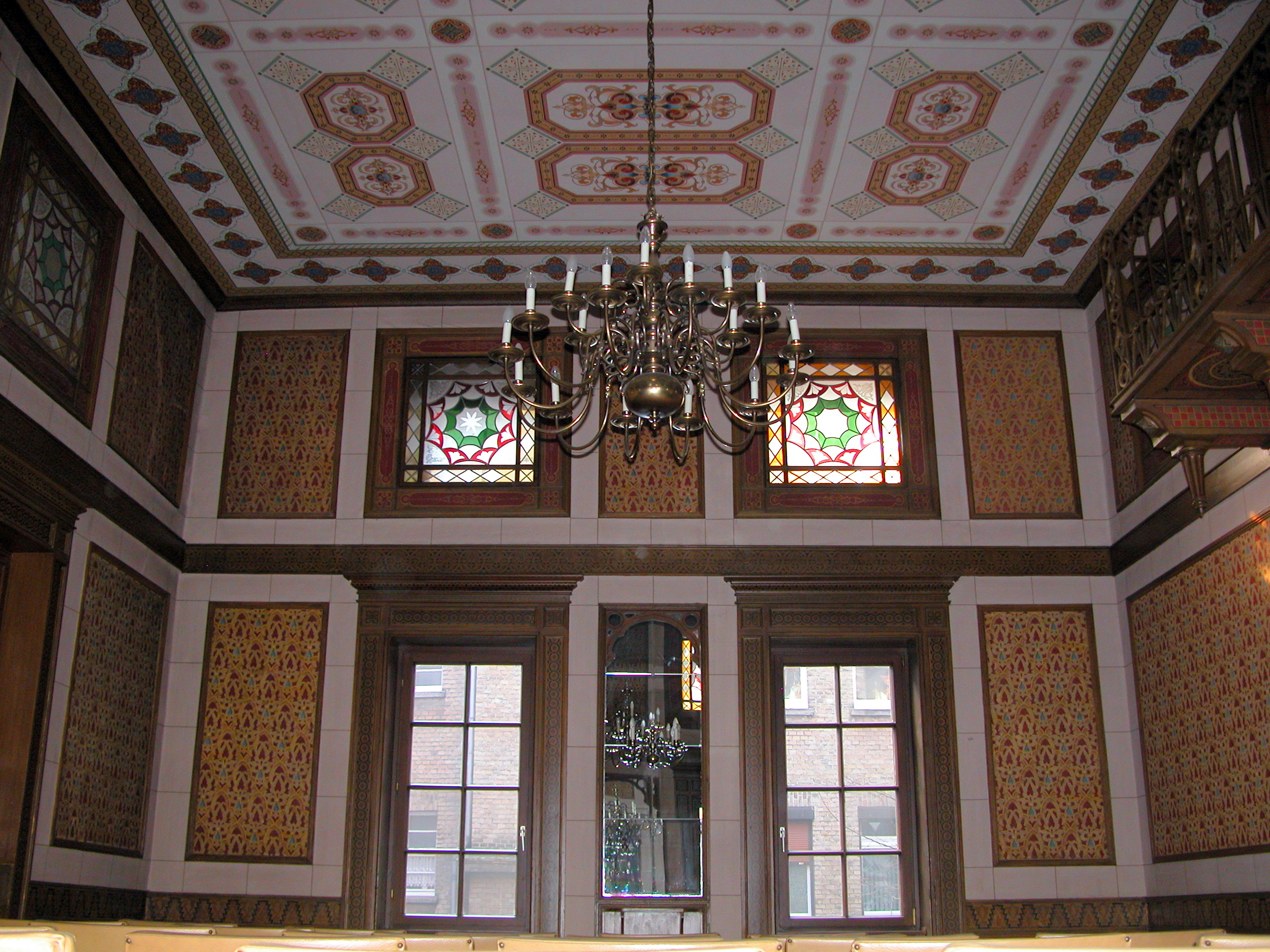
Saal, Blickrichtung Süden.
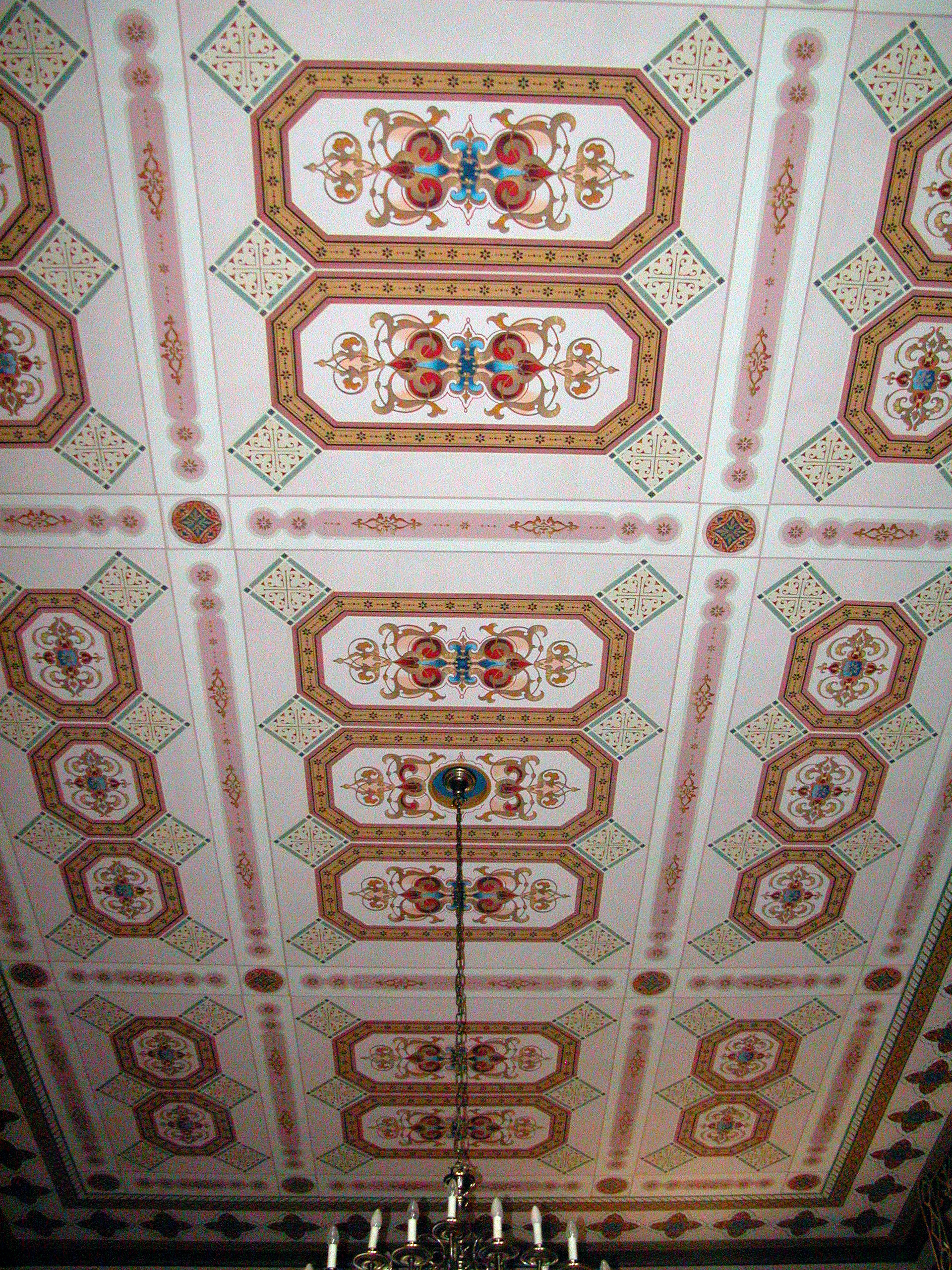
Deckenbemalung im Saal.
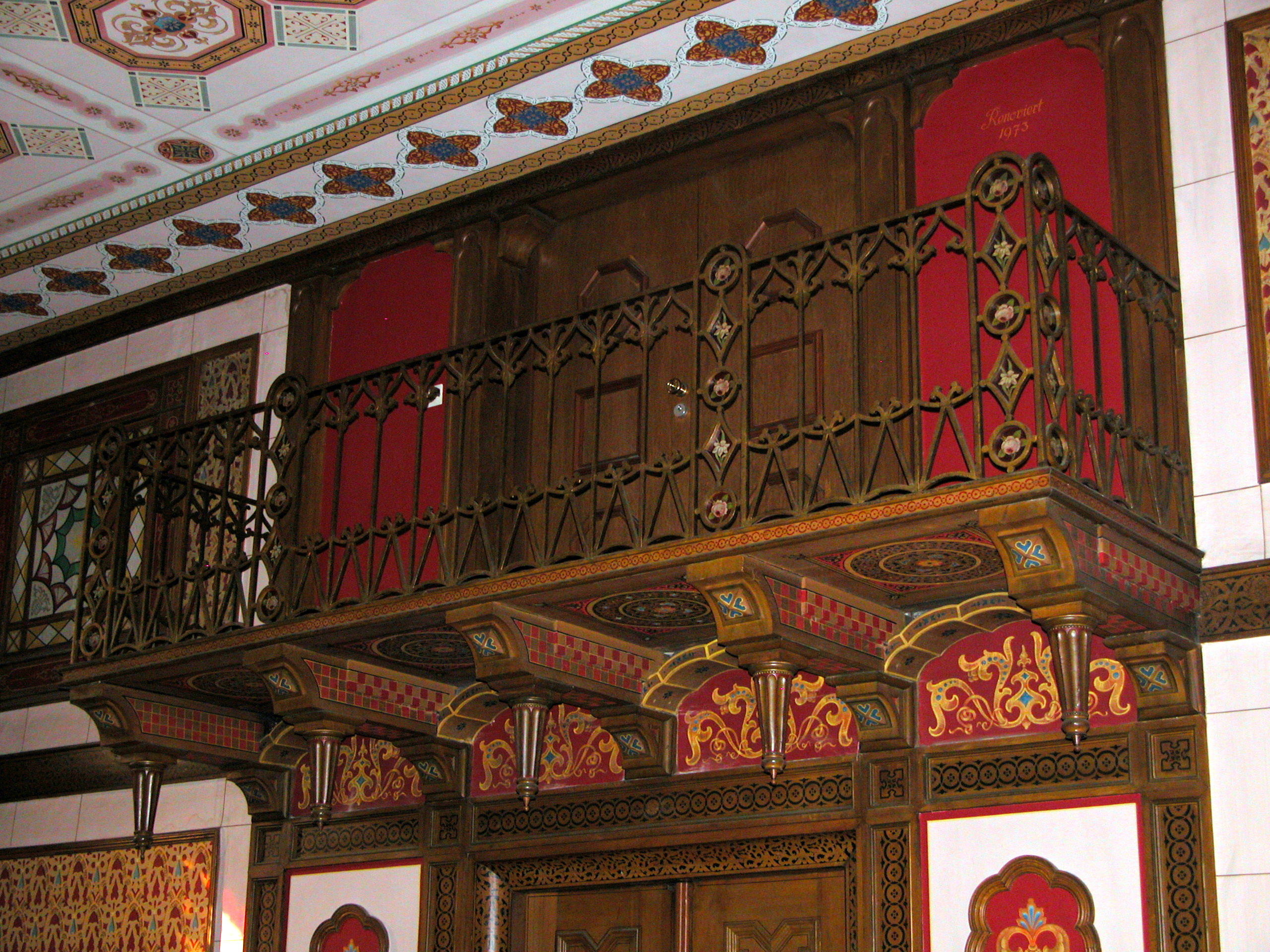
Empore
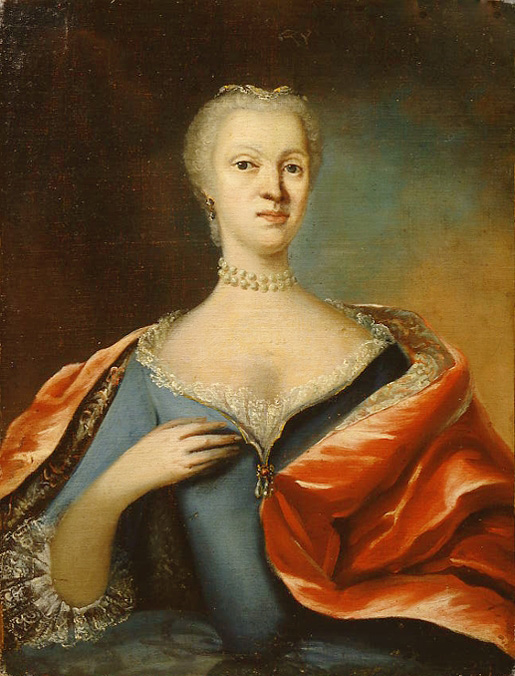
Charlotte Christine von Braunschweig-Wolfenbüttel: Ihr Ehevertrag soll in der „Russischen Botschaft“ ausgehandelt worden sein.